# جيرماياه ريفرز
جيرماياه ريفرز (بالإنجليزية: Jeremiah Rivers)‏ مواليد 27 يوليو 1987 في ميلواكي، هو لاعب كرة سلة أمريكي سابق. بدأ مسيرته الاحترافية في سنة 2011. يبلغ طوله 6 قدم 5 بوصة (2.0 م). اعتزل اللعب في 2013. لعب مع نادي ميغا لكرة السلة ومين ريد كلوز.